# احمدآباد (ازنا)
احمدآباد روستایی از توابع بخش مرکزی شهرستان ازنا در استان لرستان ایران است.

## جمعیت
این روستا در دهستان پاچه لک غربی قرار دارد و بر اساس سرشماری مرکز آمار ایران در سال ۱۳۸۵، جمعیت آن زیر سه خانوار بوده‌است.
و تا سال ۱۴۰۰ به بیست خانوار افزایش پیدا کرده است.